# Edward Foljambe, 5.º Conde de Liverpool
Edward Peter Bertram Savile Foljambe, 5.º Conde de Liverpool (nascido em 14 de novembro de 1944), é um político e empresário conservador inglês. Ele foi casado três vezes e tem dois filhos do primeiro casamento. Ele atua como membro da Câmara dos Lordes, a câmara alta do Parlamento do Reino Unido.

## Vida pregressa
Edward é o filho póstumo do capitão Peter George Foljambe (1919–1944), que foi morto na Segunda Guerra Mundial em setembro de 1944, e da Elizabeth Joan Flint. Seu avô paterno era Bertram Foljambe, sexto filho de Cecil Foljambe, 1.º Conde de Liverpool, o antigo Lorde Steward da Casa de Eduardo VII.
Edward foi educado na Shrewsbury School e na Universidade de Perugia.[carece de fontes?]

## Carreira
Em 1969, aos 24 anos, ele sucedeu seu tio-avô como Conde de Liverpool e assumiu seu assento na Câmara dos Lordes. Ele foi um dos mais de 90 pares hereditários eleitos que permaneceram na Câmara dos Lordes após a Lei da Câmara dos Lordes de 1999 e faz parte dos bancos conservadores.
Ele é ex-diretor administrativo da Melbourns Brewery e diretor da empresa de administração hoteleira Hart Hambleton.[carece de fontes?]

## Vida pessoal
Edward casou-se três vezes — primeiramente com Lady Juliana Mary Alice Noel, filha de Anthony Noel, 5.º Conde de Gainsborough, e Mary Stourton, em 29 de janeiro de 1970. Antes de se divorciarem em 1994, eles tiveram dois filhos: Luke Foljambe, Visconde Hawkesbury (nascido em 25 de março de 1972) e Ralph Foljambe (nascido em 1974). Mais tarde, ele se casou com a Condessa Marie-Ange Michel de Pierredon, filha do Conde Géraud Michel de Pierredon, em 26 de maio de 1995 — eles se divorciaram em 2001. Finalmente, ele se casou com Georgina Ann Lederman (nascida Rubin) em 2002.